# Mabutsane
Mabutsane – wieś w Botswanie w dystrykcie Southern. Według spisu ludności z 2011 roku wieś liczyła 2386 mieszkańców.